# 処女宮 (アダルトビデオ)
処女宮（しょじょきゅう）は、日本のアダルトビデオメーカー、h.m.pが発売するビデオタイトルブランド。

## 概要
AVメーカー「h.m.p（旧社名：芳友舎）」が、専属女優に付けるデビュータイトルのひとつ。1988年、葉山レイコデビュー作に名づけた『処女宮 うぶ毛のヴィーナス』が発端となり、シリーズ化。本作の主演・葉山レイコはアイドルAVの先駆けとされ、次作である星野ひかる『処女宮 第2章』は3万本を売り上げたとされる。以降、美少女女優の名門シリーズと呼ばれる。初期は単体専門のメーカー内レーベル「プラチナティファニー」や「Tiffany」から発売。例外はあるものの、メーカーが見定めたデビュー作のみに使用されることなどもあり、ブランド名が使用されるのは数年に一本の頻度となっている。数年おきにベスト盤が発売されるほか、2012年10月5日には25周年を記念した『神谷まゆ・星野ナミ発売記念 処女宮 25th Anniversary』が発売された。

## 作品

### 1980年代 - 1990年代
- 1988年09月24日『処女宮 うぶ毛のヴィーナス』葉山レイコ
- 1990年06月16日『処女宮 第2章 天使の濡れた丘』星野ひかる
- 1992年03月21日『処女宮 第3章』浅倉舞
- 1994年06月26日『処女宮 第4章』白鳥美香
- 1995年04月22日『処女宮「卒業」』夕樹舞子
- 1995年06月20日『処女宮「誘惑」』夕樹舞子
- 1995年11月28日『処女宮 第6章』星野杏里

### 2000年代
- 2000年04月30日『処女宮 第7章 エクスタシーの予感』星野くるみ
- 2000年08月31日『処女宮 ミレニアム』安倍なつき
- 2001年03月31日『処女宮 新世紀』森高千春
- 2001年07月31日『処女宮 メモリアル』長谷川瞳
- 2001年12月31日『処女宮 ファンタジア』久里マリ
- 2002年09月25日『処女宮 純アイドル衝撃デビュー 三田愛』三田愛
- 2003年08月21日『処女宮 セーラー・エクスタシー』白鳥さくら
- 2003年09月21日『処女宮 −natural−』古都ひかる
- 2004年11月23日『処女宮 天宮まなみ』天宮まなみ
- 2005年07月21日『処女宮 相川みなみ』相川みなみ
- 2007年10月21日『処女宮 ～美白のお嬢様～』早乙女ルイ
- 2009年10月21日『処女宮 ～奇跡の純真～』秋山祥子[3]

### 2010年代
- 2011年07月01日『処女宮 初恋デビュー』はるか真菜
- 2012年07月06日『処女宮 natural』神谷まゆ
- 2012年08月03日『処女宮 ～Premium～』星野ナミ
- 2013年06月07日『処女宮 ～Fairy～』白石マリエ
- 2013年07月05日『処女宮 ～Princess～ 葉山めい』葉山めい
- 2014年03月07日『処女宮 AngelLip Debut! 浅倉愛』浅倉愛
- 2016年11月04日『処女宮 敏感パイパン連続絶頂 専属・初美沙希』初美沙希　※シリーズ初の移籍デビュー作

### 裏処女宮
- 2005年05月02日『裏 処女宮 伊東怜 禁断のア○ルFUCK』※伊東怜のアナルファックデビュー作